# Stor-Klövtjärnen
Stor-Klövtjärnen är en sjö i Bodens kommun i Norrbotten och ingår i Altersundets huvudavrinningsområde.